# Каїпська сільська рада
Каї́пська сільська рада (рос. Каипский сельский совет) — сільське поселення у складі Ключівського району Алтайського краю Росії.
Адміністративний центр та єдиний населений пункт — село Каїп.

## Населення
Населення — 404 особи (2019; 559 в 2010, 817 у 2002).